# Boxballet
Boxballet (БоксБалет, BoksBalet) est un film d'animation russe réalisé par Anton Dyakov, sorti en 2019.

## Fiche technique
- Titre original : БоксБалет
- Titre français : Boxballet[1]
- Réalisation : Anton Dyakov
- Scénario : Anton Dyakov, Andreï Vassiliev
- Pays d'origine : Russie
- Format : Couleurs - 35 mm - Mono
- Genre : animation
- Durée : 15 minutes
- Date de sortie : 2019

## Distribution

### Voix originales
none

## Distinctions
- 2022 : nommé à l'Oscar du meilleur court métrage (animation)[2]